# Lalli (Muhu)
Koordinaten: 58° 38′ N, 23° 21′ O

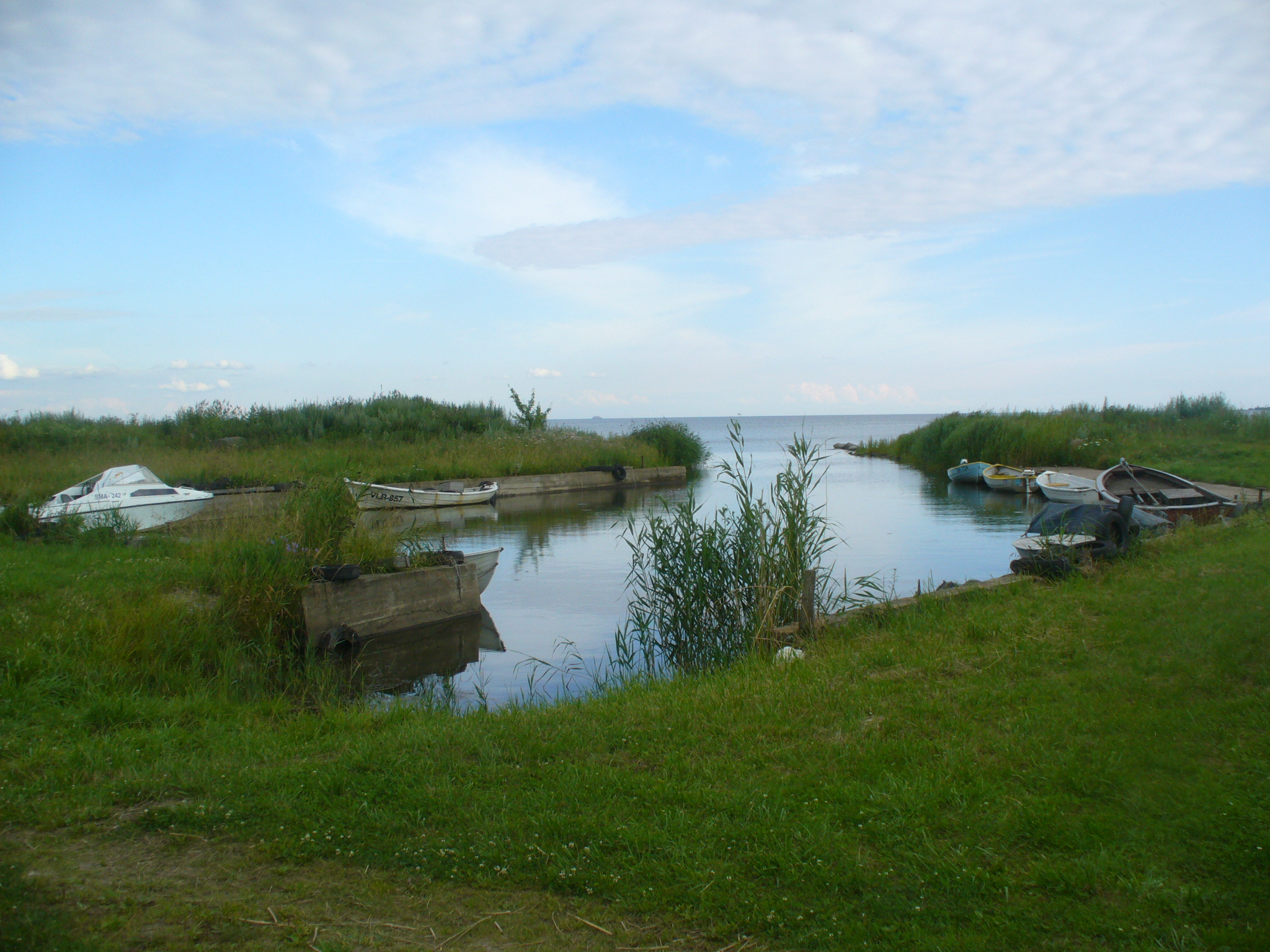
Bootsanlegestelle von Lalli

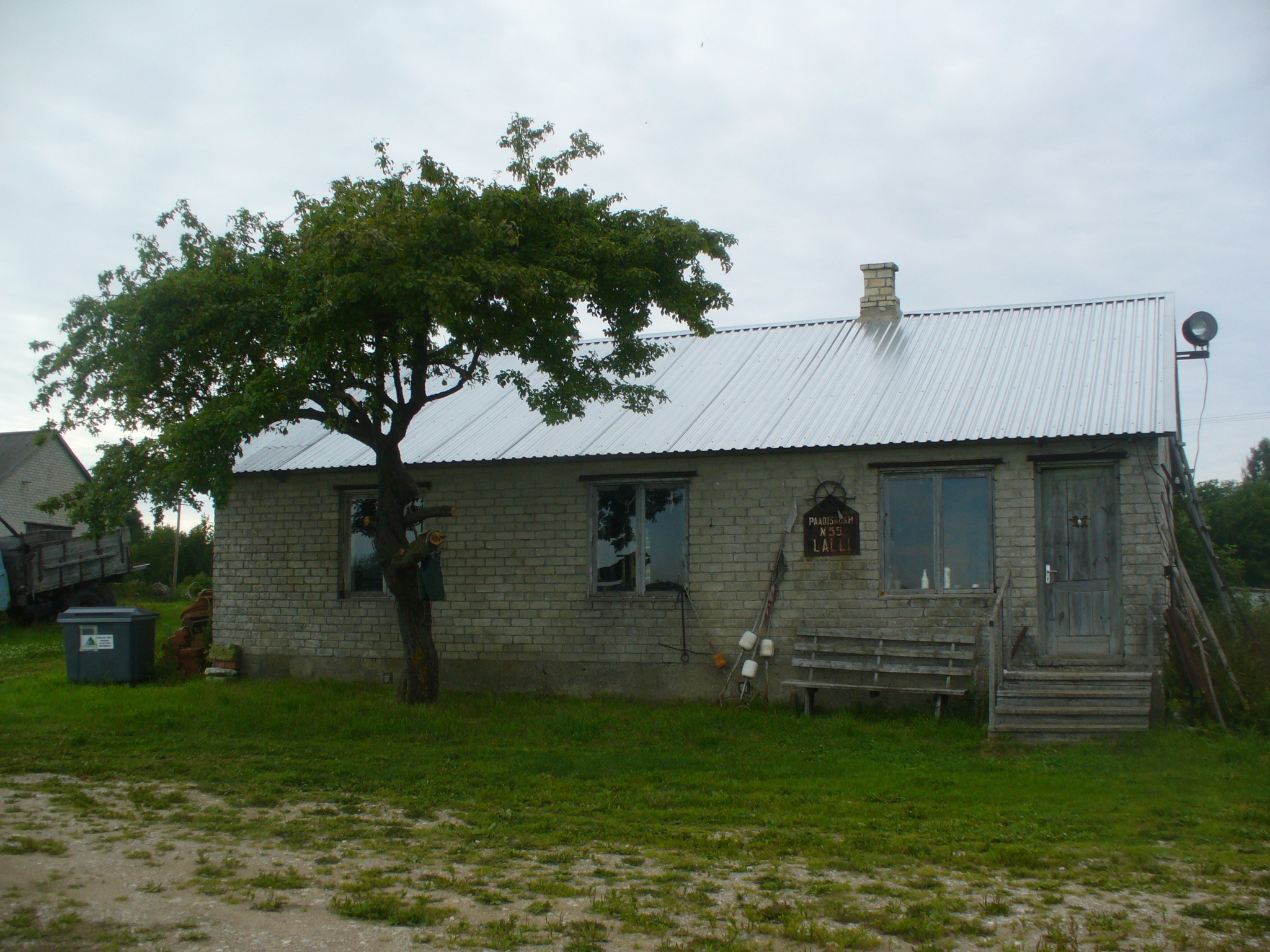
Hafengebäude

Lalli ist ein Dorf (estnisch küla) auf der drittgrößten estnischen Insel Muhu. Es gehört zur gleichnamigen Landgemeinde (Muhu vald) im Kreis Saare (Saare maakond).
Der Ort liegt an der Ostküste der Insel Muhu. Er hat sechs Einwohner (Stand 31. Dezember 2011).

## Hafen
In Lalli befindet sich ein kleiner Hafen, der vor allem für Überfahrten auf die Insel Kesselaid (deutsch Schildau) genutzt wird.